# Ozoroa homblei
Ozoroa homblei är en sumakväxtart som först beskrevs av De Wild., och fick sitt nu gällande namn av R. & A. Fernandes. Ozoroa homblei ingår i släktet Ozoroa och familjen sumakväxter. Inga underarter finns listade i Catalogue of Life.